# Fuzzy-Menge
Eine Fuzzy-Menge (auch unscharfe Menge, englisch fuzzy set) ist eine Menge, deren Elemente nicht notwendig mit Gewissheit, sondern nur graduell zur Menge gehören.
So werden z. B. die „Menge der Besserverdienenden in Deutschland“, die „Menge der jungen Leute in Berlin“ oder die „Menge der reifen Äpfel auf einem Baum“ besser durch eine Fuzzy-Menge beschrieben als durch eine (scharfe) Menge mit klassischer Ja-Nein-Zugehörigkeit der Elemente.
Der Begriff Fuzzy-Menge wurde 1965 durch Lotfi Zadeh (1921–2017) geprägt, hat aber gedankliche Vorläufer bis hinein in die Antike (z. B. das Sorites-Problem), aber auch in der mehrwertigen Logik. Fuzzy-Mengen sind Grundelemente der Fuzzylogik und der Fuzzy-Regler und dort in teils spezieller Terminologie eingeführt worden.

## Definitionen
Sei {\displaystyle U} eine Menge. Sie ist die Grundmenge (auch: Universum), auf der die Untersuchungen durchgeführt werden. Ein klassisches Beispiel für ein Universum bildet die Menge der reellen Zahlen. Während eine klassische (scharfe) Menge {\displaystyle A\subseteq U} durch ihre Indikatorfunktion {\displaystyle \chi _{A}\colon U\to \{0,1\}} mit 
{\displaystyle \chi _{A}(x)={\begin{cases}1,&{\text{falls }}x\in A\\0,&{\text{falls }}x\notin A\end{cases}}}
beschrieben wird, ist eine Fuzzy-Menge {\displaystyle A} auf {\displaystyle U} durch ihre sogenannte Zugehörigkeitsfunktion (engl. membership function) charakterisiert
{\displaystyle m_{A}\colon U\to [0,1]}
charakterisiert.
Für {\displaystyle x\in U} liegt {\displaystyle m_{A}(x)} zwischen 0 und 1 und wird interpretiert als  Grad der Akzeptanz (Möglichkeit oder Wahrheit), dass {\displaystyle x} zu {\displaystyle A} gehört. Eine wichtige Rolle spielen die sogenannten {\displaystyle \alpha }-Schnitte, (engl. {\displaystyle \alpha }-cuts)
{\displaystyle A_{\alpha }=\{x\in U:m_{A}(x)\geq \alpha \}\quad \alpha \in (0,1]},
d. h. die scharfen Mengen aller Elemente, die eine Mindestzugehörigkeit von {\displaystyle \alpha } zu {\displaystyle A} von haben.

## Operationen mit Fuzzy-Mengen
Der Durchschnitt {\displaystyle A\cap B} und die Vereinigung {\displaystyle A\cup B} zweier Fuzzy-Mengen {\displaystyle A,B\subset U} ist in der Regel definiert durch
{\displaystyle m_{A\cap B}(x)=\min[m_{A}(x),m_{B}(x)],\quad x\in U},
{\displaystyle m_{A\cup B}(x)=\max[m_{A}(x),m_{B}(x)],\quad x\in U}.
Anstelle von {\displaystyle \min } und {\displaystyle \max } können jedoch auch andere T-Normen bzw. T-Conormen verwendet werden, siehe z. B.
Die Komplementbildung {\displaystyle {\bar {A}}} zu {\displaystyle A} geschieht meistens gemäß
{\displaystyle m_{\bar {A}}(x)=1-m_{A}(x),\quad x\in U},
kann aber auch anders gestaltet werden, z. B. durch das sogenannte {\displaystyle \lambda }-Komplement, das auf Sugeno zurückgeht.
Im Gegensatz zu scharfen Mengen sind hier {\displaystyle A} und {\displaystyle {\bar {A}}} nicht notwendig disjunkt und geben vereinigt auch nicht notwendig das Universum, d. h.
{\displaystyle A\cap {\bar {A}}\neq \emptyset \quad ,\quad A\cup {\bar {A}}\neq U},
bei Fuzzy-Mengen gilt also nicht der Satz vom ausgeschlossenen Dritten.

## Fuzzy-Zahlen
Fuzzy-Zahlen sind spezielle Fuzzy-Mengen. Das Universum {\displaystyle U} ist die Menge {\displaystyle \mathbb {R} } der reellen Zahlen. {\displaystyle A} heißt Fuzzy-Zahl, wenn es genau ein {\displaystyle a\in \mathbb {R} } gibt, wo die Zugehörigkeitsfunktion den Wert 1 annimmt, d. h.
{\displaystyle \exists a\in \mathbb {R} :m_{A}(a)=1\quad \forall x\neq a:m_{A}(x)<1}.
Dann kann {\displaystyle A} als die Fuzzy-Menge interpretiert werden, die den Ausdruck ungefähr {\displaystyle a} beschreibt. Wenn z. B. die Raumtemperatur „ungefähr 20 Grad Celsius“ beträgt, könnte man die Menge der möglichen Raumtemperaturen durch eine Fuzzy-Zahl modellieren, deren Zugehörigkeitsfunktion bei 20 Grad Celsius eins ist und die links bzw. rechts davon auf null abfällt. Die einfachste Form einer Fuzzy-Zahl ist die Dreiecks-Fuzzy-Zahl {\displaystyle (a,\Delta )}, deren Zugehörigkeitsfunktion optisch wie ein gleichseitiges Dreieck mit der Spitze bei {\displaystyle x=a} aussieht, d. h.
{\displaystyle m_{A}(x)=\max \left\{(1-{\frac {|x-a|}{\Delta }}),0\right\}}.
Dabei ist {\displaystyle \Delta } der sogenannte Spreizungsparameter, d. h. {\displaystyle m_{A}(x)} ist nur innerhalb des Intervalles {\displaystyle (a-\Delta ,a+\Delta )} größer als null. Bei einem Fuzzy-Regler werden die nötigen Fuzzy-Mengen meistens durch Dreiecks-Fuzzy-Zahlen modelliert.

## Addition von Fuzzy-Zahlen
Anschaulich sollte „ungefähr 3“ plus „ungefähr 4“ gleich „ungefähr 7“ sein, aber es stellt sich die Frage, was genau man darunter verstehen soll. Mit Hilfe des recht allgemeinen Erweiterungsprinzips (siehe z. B.) erhält man die Summe {\displaystyle A\oplus B} zweier Fuzzy-Zahlen durch
{\displaystyle m_{A\oplus B}(x)=\sup _{y_{1},y_{2}:y_{1}+y_{2}=x}\min[m_{A}(y_{1}),m_{A}(y_{2})]}.
Für scharfe {\displaystyle A} und {\displaystyle B} reduziert sich diese Formel auf die Minkowski-Addition. Für zwei Dreiecks-Fuzzy-Zahlen ergibt sich z. B. ganz einfach
{\displaystyle (a,\Delta _{1})\oplus (b,\Delta _{2})=(a+b,\Delta _{1}+\Delta _{2})}.

## Weiteres
- Außer der Addition können weitere algebraische Operationen für Fuzzy-Zahlen wie Subtraktion, Multiplikation, Division u. a. eingeführt werden, siehe z. B.[5]
- Eine wichtige Verallgemeinerung von Fuzzy-Mengen sind Intuitionistische Fuzzymengen.
- Sogenannte probabilistische Fuzzy-Mengen sind Fuzzy-Mengen, wo die Zugehörigkeitswerte Zufallsgrößen sind, siehe[6]
- Bei sogenannten Typ-2-Fuzzy-Mengen sind die Zugehörigkeitswerte keine reellen Zahlen zwischen Null und Eins, sondern selbst unscharfe Werte wie z. B. „hoch“ oder „niedrig“, siehe z. B.[7]
- siehe auch Zufällige Fuzzymenge, Fuzzy-Zufallsvariable, Erweiterungsprinzip